# Frühtreiberei
Frühtreiberei ist eine Technik im Gartenbau zur Verkürzung der Ruhephase von Überdauerungsorganen wie beispielsweise Winterknospen. Dazu können Wärmebehandlungen mit warmem Wasser oder warmer Luft, wie in Gewächshäusern mit aktiver Beheizung oder auch Frühbeeten und Folienkulturen zur besseren Ausnutzung der Sonnenwärme benutzt werden.
Es gibt auch Verfahren mit dem Einsatz von chemischen Verbindungen (Ether, Alkohole) und von Wuchsstoffen (Phytohormonen).
Es wird unterschieden zwischen
- Gemüsetreiberei (zum Beispiel bei Gurken, Salat und Tomaten)
- Obsttreiberei (zum Beispiel bei Pfirsich und Erdbeeren)
- Weintreiberei
- Blumentreiberei (zum Beispiel bei Hyazinthen, Tulpen und Narzissen).